# Alex Saniel
Alex Jason Saniel (ur. 8 listopada 1996 w Port Vila) – vanuacki piłkarz grający na pozycji napastnika w australijskim czwartoligowym klubie Northern Demons SC oraz reprezentacji Vanuatu. W swojej karierze grał także m.in. w Lautoka FC czy Suva FC. W kadrze narodowej zadebiutował 23 listopada 2017 w meczu z Estonią. Pierwszą bramkę zdobył 2 grudnia 2017 przeciwko Nowej Kaledonii. Został powołany na Puchar Narodów Oceanii 2024.